# Neophema splendida
Neophema splendida е вид птица от семейство Psittaculidae.

## Разпространение
Видът е разпространен в Австралия.